# Ortenau
Ortenau is een streek in de Duitse deelstaat Baden-Württemberg en maakt deel uit van de wijnstreek Baden. De naam is nog terug te vinden in het district Ortenaukreis. Typisch voor Ortenau zijn de steile westhellingen van het Zwarte Woud, die overgaan in golvende wijngaarden en fruitakkers. Op de heuvels staan ook bossen.
De streek strekt zich uit over een band van 70 km lang van Baden-Baden in het noorden tot Herbolzheim in het zuiden, dat al wel bij de Breisgau hoort. Het economische centrum is Offenburg.

## Geschiedenis
Zie Rijkslandvoogdij Ortenau